# Гизинг (станция метро)
«Гизинг» (нем. Giesing) — станция Мюнхенского метрополитена, расположенная на линии  между станциями «Унтерсбергштрассе» и «Карл-Прайс-Плац». Станция находится на границе районов Обергизинг-Фазангартен (нем. Obergiesing-Fasangarten) и Рамерсдорф-Перлах (нем. Ramersdorf-Perlach). Имеет пересадку на одноименную станцию городской электрички.

## История
Открыта 18 октября 1980 года в составе участка «Шайдплац» — «Нойперлах Зюд». Станция названа именем района, в котором она находится.

## Архитектура и оформление
Двухпролётная колонная станция мелкого заложения. Стены станции облицованы округленными светло-коричневыми цементо-волокнистыми плитами. Пол выложен бетонными блоками в мотиве гальки Изара, потолки облицованы алюминиевыми панелями с двумя рядами ламп. Колонны отделаны коричневым кафелем. Платформа имеет три выхода, в центре и на обеих концах, в общий подземный вестибюль. Примерно на высоте человеческого роста по всей путевой стене проходит красная полоса. В центре платформы расположен лифт, который идёт через вестибюль на платформу городской электрички, а в восточной части вестибюля расположен лифт, который идёт непосредственно на улицу.

## Таблица времени прохождения первого и последнего поезда через станцию
|                                       | Воскресенье — Четверг (ч:мм) | Пятница — Суббота (ч:мм) |
|                                       | первый                       |                          |
| последний                             |                              |                          |
| В сторону станции «Унтерсбергштрассе» | 4:23                         | 4:23                     |
| В сторону станции «Унтерсбергштрассе» | 1:05                         | 2:05                     |
| В сторону станции «Карл-Прайс-Плац»   | 4:42                         | 4:42                     |
| В сторону станции «Карл-Прайс-Плац»   | 1:25                         | 2:25                     |

## Пересадки
Проходят автобусы следующих линий: 54, 139, 144, 147, 220 и ночные N43 и N44, а также трамвай линии 17 и городская электричка линий S3 и S7. Так же есть стоянка такси.
| Предыдущая станция | Расстояние | Линия | Расстояние | Следующая станция |
| ------------------ | ---------- | ----- | ---------- | ----------------- |
| Унтерсбергштрассе  | 654 м      |       | 1280 м     | Карл-Прайс-Плац   |